# Білоруський народний фронт
Білоруський народний фронт «Відродження» (Партія БНФ) (біл. Беларускі Народны Фронт «Адраджэньне» (Партыя БНФ); Biełaruski Narodny Front «Adradžeńnie» (Partyja BNF)) — білоруський суспільний народний рух, опозиційна політична партія Білорусі. Один з перших рухів у Білорусі, альтернативних Комуністичній партії. Виступав за незалежність Білорусі, демократизацію влади, відродження білоруської мови і культури. Першим головою партії був Зенон Позняк. У 1993 р. перетворений у Партію БНФ, а у 1999 р. після розколу була створена ще й Консервативно-Християнська Партія — БНФ.

## Історія створення
БНФ виник на хвилі національного підйому у Білорусі, який трапився після відкриття двома археологами Зеноном Позняком і Євгеном Шмигальовим масових поховань жертв сталінського режиму у Куропатах під Мінськом. 3 червня 1988 р. в газеті «Література і мистецтво» була надрукована сенсаційна стаття про масові розстріли у Куропатах. Вже 19 червня проходить демонстрація, в якій беруть участь близько 10,000 чоловік, що примушує владу республіки створити слідчу комісію для розслідування масових поховань. 19 жовтня 1988 р. відбулися установчі збори білоруського історично-освітнього товариства «Мартиролог Білорусі» (Мученик Білорусі), засновником якого виступила Спілка письменників, Спілка кінематографістів і редакції газети «Література і мистецтво». На зборах за пропозицією Зенона Позняка був створений оргкомітет БНФ «Відродження» і визначена його концепція, як громадсько-політичного руху за демократичне реформування суспільства і відродження білоруського народу. Рух був відкритий для участі усіх громадян Білорусі і громадських об'єднань. Оргкомітет оприлюднив програму руху, де визначалась його спрямованість на демократичні реформи, реальний суверенітет Білорусі, національне відродження та права людини.
19 лютого 1989 р. був організований перший опозицій мітинг, на який був отриманий дозвіл від влади. Мітинг проходив під біло-червоно-білими національними прапорами Білорусі і зібрав більш ніж 40,000 чоловік. Крім іншого, на мітингу висувалися вимоги скасувати положення Конституції про «керівну роль» комуністичної партії. Членами руху стали такі провідні представники білоруської інтелігенції, як Василь Биков, Михась Дубянецький. В цьому ж році декілька членів руху було обрано до Верховної Ради СРСР та БРСР. В парламенті республіки була створена фракція БНФ кількістю 37 чоловік.
Установчий з'їзд БНФ відбувся 24-25 червня 1989 р. у Вільнюсі, де були присутні близько 400 делегатів. На ньому був ухвалений статут, який підкреслював, що діяльність руху буде відбуватися в рамках Конституції БРСР. Були також визначені цілі руху — відродження білоруської культури і мови. Ці програмні документи руху вдалося бодай частково здійснити за ініціативи депутатської фракції БНФ в парламенті і проголосити Декларацію про державний суверенітет Білорусі та надати білоруській мові статус єдиної державної мови в республіці.
Попри це, популярність руху починає знижуватися через відсутність впливу на ЗМІ. Був усунутий від влади Голова Верховної Ради Білорусі Станіслав Шушкевич. З приходом до влади Олександра Лукашенка встановився майже повний контроль над засобами масової інформації, починається кампанія по дискредитації руху.

## Символи партії

Символіка БНФ

Символіка партії БНФ створювалася на основі національних символів Білорусі — біло-червоно-білого прапора і герба «Погоня». Складається з двох кольорів — білого і червоного. Таке поєднання кольорів символізує вірність ідей партії БНФ національним принципам, ідеям свободи і незалежності Білорусі.
Після затвердження національного Білоруського прапора і герба «Погоня» державними прапором і гербом Республіки Білорусь БНФ на 3 з'їзді в 1993 році прийняв окремий прапор БНФ — трикінцеве трисмугове біло-червоно-біле полотно з шестикутним хрестом на всю широту, і дві гербові емблеми: велику емблему із зображенням погоні і малу — з шестикутним хрестом.

## Молодіжний рух
У партії БНФ існує молодіжна організація: Молодь БНФ (біл. Моладзь БНФ). Керівники: Алесь Калита (2006—2008 рр.), Франак Вечерко (2008—2009 рр.), Андрій Кречко (2009—2010 рр.) У 2010 р. за рішенням Сойму з партії і молодіжного крила були виключені голова Молоді БНФ А. Кречко та колишній керівник молодіжної організації Ф.Вечерко, з формулюванням «за дії, що ганьблять партію».

## Відокремлення партії та розкол
У 1993 р. було прийняте рішення реорганізувати рух і створити з нього політичну партію — Партію БНФ, а культурницько-просвітну діяльність залишити за БНФ «Відродження». Тим часом популярність БНФ продовжувала знижуватися, на виборах 1995 р. партія не отримала жодного місця в парламенті. До того ж після виборів БНФ перестає бути лідером національно-демократичного руху, з'являються інші партії, зокрема «Об'єднана громадянська партія», яка була представлена в парламенті. На черговому з'їзді партії певна частина керівництва партії на чолі з Вінцуком Вячоркою пішли у відставку.
У президентських виборах 16 травня 1999 р. були висунена кандидатура лідера партії — Зенона Позняка. Хоча можливість перемоги в умовах правління Лукашенко була майже неможливою, партія використовувала вибори для консолідації руху протесту проти президента. Ще у передвиборчій кампанії Зенон Позняк раптом зняв свою кандидатуру на знак протесту проти порушень законодавства з боку голови ЦВК республіки. Це рішення не було сприйняте однаково усіма членами партії, що призвело до розколу. На 4-му з'їзді партії 26 вересня 1999 року змінюється керівництво партії, головою обирають Вінцука Вячорку. Зенон Позняк, який залишається в еміграції, і його прихильники створюють Консервативну-Християнську партію БНФ.
Незважаючи на розкол, партія продовжувала співпрацювати з іншими демократичними партіями. Зокрема БНФ бойкотував разом з іншими партіями вибори в Палату представників країни у 2000 році. На президентських виборах у 2001 р. вони підтримували єдиного кандидата від демократичних сил — Володимира Гончарика. Трохи кращих результатів вдалося досягти у місцевих виборах — у 2003 р. партія мала 19 представників в місцевих радах. У 2006 р, БНФ ввійшов у передвиборчу коаліцію демократичних сил «5+», однак не здобула жодного місця в парламенті країни. Наступною великою акцією партії стала співпраця та підтримка єдиного кандидата від демократичних сил — Олександра Мілінкевича.
6 травня 2009 року на засіданні сойму партії було прийняте рішення, що 5 і 6 вересня 2009 відбудеться 12-й з'їзд Партії БНФ. На цьому з'їзді було обрано нового голову — 33-річного Аляксея Янукевіча. За нього проголосували 174 делегати, за Баршчэўскага — 144. З'їзд Партії БНФ затвердив заступниками Олексія Янукевіча запропоновані ним кандидатури — Григорія Кастусьова та Ігоря Лялькова.
30 вересня 2017 року рішенням XVIII звітно-виборчого з'їзду Партії БНФ головою партії було обрано Григорія Костусьова (біл. Рыгор Кастусёў), який набрав 107 голосів. У бюлетені для голосування було внесено 6 прізвищ: Ілля Дабратвор, Ольга Дамаскіна (Вольга Дамаскіна), Григорій Костусьов, Олесь Товстика (Алесь Таўстыка), Олександр Страх (Аляксандр Страх), Василь Островський (Васіль Астроўскі). За Ольгу Дамаскіну проголосували 32 делегати. Заступниками голови Партії БНФ були обрані Юрій Лукашевич (Юрый Лукашэвіч), Олексій Янукевич (Аляксей Янукевіч), Вадим Саранчуков (Вадзім Саранчукоў), Зміцер Салошкін, Олександр Стрєльцов (Аляксандр Стральцоў).